# Panamerički kup u hokeju na travi 2000.
1. Panamerički kup u hokeju na travi  se održao 2000. godine.
Krovna međunarodna organizacija pod kojom se održalo ovo natjecanje je bila Panamerička hokejska federacija.

## Mjesto i vrijeme održavanja
Održao se na Kubi od 22. lipnja do 2. srpnja 2000.

## Natjecateljski sustav
Ovaj kup je ujedno bio i izlučnim natjecanjem za SP 2002. u Maleziji. Pobjednik je izbarao izravno pravo sudjelovanja na SP, a drugoplasirani sastav je stjecao pravo na dodatni izlučni turnir, predviđen za 2001. u Škotskoj, na kojem bi izborio pravo sudjelovati na SP-u u Maleziji.
Sudjelovalo je jedanaest momčadi koje se bilo podijelilo ždrijebom u dvije skupine, skupina "A" sa 6 i skupina "B" s 5 sastava. 
Natjecanje se održalo u dva dijela. U prvom su momčadi igrale u dvjema skupinama po jednokružnom ligaškom sustavu, u kojem su za pobjedu dobivalo 3 boda, za neriješeno 1 bod, a za poraz nijedan bod. 

U drugom se dijelu igralo po kup-sustavu.

Zadnja, 6. momčad iz skupine "A" je doigravala s 5. iz "B" skupine za poredak od 9. do 11. mjesta. Poraženi je bio ukupno 11., a pobjednik je doigravao s 5. sastavom iz skupina "A" za 9. mjesto.

Momčadi koje su zauzele 3. i 4. mjesto na ljestvici u svojim skupinama, međusobno unakrižno doigravaju za poredak od 5. do 8. mjesta. Pobjednici igraju za 5., a poraženi za 7. mjesto.

Momčadi koje su zauzele 3. i 4. mjesto na ljestvici u svojim skupinama, međusobno unakrižno doigravaju za poredak od 5. do 8. mjesta. Pobjednici igraju za 5., a poraženi za 7. mjesto.

Momčadi koje su zauzele prva dva mjesta na ljestvici u svojim skupinama, odlaze u poluzavršnicu u borbu za odličja, u kojoj unakrižno igraju prvi protiv drugih iz druge skupine. 

Poraženi u poluzavršnici igraju susret za broncu, pobjednici igraju za zlatno odličje.

## Rezultati prvog dijela natjecanja

### Skupina "A"
```
četvrtak, 22. travnja

 Portoriko - 
 Barbados   3:0 

 Kuba      - 
 Argentina 3:1 

 Peru      - 
 Venezuela 2:2 
petak, 23. travnja

 Venezuela - 
 Barbados   0:0

 Argentina - 
 Portoriko 14:0
subota, 24. travnja

 Kuba      - 
 Peru      14:0
nedjelja, 25. travnja

 Portoriko - 
 Venezuela 2:1

 Argentina - 
 Peru      21:0

 Kuba      - 
 Barbados 14:0
ponedjeljak, 26. travnja

 Argentina - 
 Barbados   8:0
utorak, 27. travnja

 Kuba      - 
 Venezuela 10:0

 Portoriko - 
 Peru       2:1
srijeda, 28. travnja

 Peru      - 
 Barbados   2:1

 Argentina - 
 Venezuela 14:0

 Kuba      - 
 Portoriko 10:0
```

Završna ljestvica skupine "A":
| Momčad    | Ut | Pb | N | Pz | Pr | Ps | RP  | Bod |
| --------- | -- | -- | - | -- | -- | -- | --- | --- |
| Kuba      | 5  | 5  | 0 | 0  | 51 | 1  | +50 | 15  |
| Argentina | 5  | 4  | 0 | 1  | 58 | 3  | +55 | 12  |
| Portoriko | 5  | 3  | 0 | 2  | 7  | 26 | -19 | 9   |
| Peru      | 5  | 1  | 1 | 3  | 5  | 40 | −35 | 4   |
| Venezuela | 5  | 0  | 2 | 3  | 3  | 28 | −25 | 2   |
| Barbados  | 5  | 0  | 0 | 5  | 1  | 27 | −26 | 0   |

### Skupina "B"
```
četvrtak, 22. travnja

 Kanada    - 
 Jamajka    9:0
petak, 23. travnja

 SAD       - 
 Meksiko    6:0

 Kanada    - 
 Čile       3:2
subota, 24. travnja

 Čile      - 
 Meksiko    9:0

 SAD       - 
 Jamajka    5:0
nedjelja, 25. travnja
slobodni dan
ponedjeljak, 26. travnja

 Kanada    - 
 SAD        4:0

 Meksiko   - 
 Jamajka    4:1
utorak, 27. travnja

 Kanada    - 
 Meksiko   13:0

 Čile      - 
 Jamajka   13:0
srijeda, 28. travnja

 Čile      - 
 SAD        3:0
```

Završna ljestvica skupine "B":
| Momčad  | Ut | Pb | N | Pz | Pr | Ps | RP  | Bod |
| ------- | -- | -- | - | -- | -- | -- | --- | --- |
| Kanada  | 4  | 4  | 0 | 0  | 29 | 2  | +27 | 12  |
| Čile    | 4  | 3  | 0 | 1  | 27 | 3  | +24 | 9   |
| SAD     | 4  | 2  | 0 | 2  | 11 | 7  | +4  | 6   |
| Meksiko | 4  | 1  | 0 | 3  | 4  | 29 | −25 | 3   |
| Jamajka | 4  | 0  | 0 | 4  | 1  | 31 | −30 | 0   |

## Natjecanje za poredak

### za poredak 9. do 11. mjesta
| subota, 1. srpnja |       |         |  |
| Barbados          | 1 : 0 | Jamajka |  |
|                   |       |         |  |

Jamajka je zauzela 11. mjesto.
- za 9. mjesto

| nedjelja, 2. srpnja |       |           |  |
| Barbados            | 3 : 0 | Venezuela |  |
|                     |       |           |  |

### za poredak 5. do 8. mjesta
- doigravanje

| petak, 30. lipnja |       |         |  |
| Portoriko         | 3 : 0 | Meksiko |  |
|                   |       |         |  |

| petak, 30. lipnja |       |      |  |
| SAD               | 3 : 1 | Peru |  |
|                   |       |      |  |

- za 7. mjesto

| subota, 1. srpnja |       |      |  |
| Meksiko           | 3 : 1 | Peru |  |
|                   |       |      |  |

- za 5. mjesto

| subota, 1. srpnja |       |           |  |
| SAD               | 5 : 3 | Portoriko |  |
|                   |       |           |  |

### za odličja
- poluzavršnica

| petak, 30. lipnja |       |      |  |
| Kuba              | 8 : 0 | Čile |  |
|                   |       |      |  |

| petak, 30. lipnja |                     |        |  |
| Argentina         | 2 : 2 (3:0) (rasp.) | Kanada |  |
|                   |                     |        |  |

- za brončano odličje

| nedjelja, 2. srpnja |       |      |  |
| Argentina           | 8 : 0 | Čile |  |
|                     |       |      |  |

- za zlatno odličje

| nedjelja, 2. srpnja |       |        |  |
| Kuba                | 2 : 1 | Kanada |  |
|                     |       |        |  |

## Završni poredak
| Mj. | Momčad    |
| --- | --------- |
| 1.  | Kuba      |
| 2.  | Kanada    |
| 3.  | Argentina |
| 4.  | Čile      |
| 5.  | SAD       |
| 6.  | Portoriko |
| 7.  | Meksiko   |
| 8.  | Peru      |
| 9.  | Barbados  |
| 10. | Venezuela |
| 11. | Jamajka   |

| Osvajači Panameričkog kupa 2000. |
| -------------------------------- |
| Kuba Prvi naslov                 |

## Nagrade i priznanja
| najbolji strijelac | najbolji igrač | najbolji vratar |
| ------------------ | -------------- | --------------- |
|                    |                |                 |

## Vanjske poveznice
- (engl.) PAHF-ove službene stranice  Arhivirana inačica izvorne stranice od 2. listopada 2009. (Wayback Machine)